# سیتروئن سی۴
 سیتروئن سی۴ یک خودرو کامپکت است که از پاییز ۲۰۰۴ توسط خودروساز فرانسوی سیتروئن تولید شده‌است. اکنون در نسل سوم خود تولید می‌شود. 
سی۴ به عنوان جانشین سیتروئن سارا طراحی گردید. از نظر مکانیکی شبیه پژو ۳۰۸ است که در سال ۲۰۰۷ معرفی شد. 
در ژانویه سال ۲۰۱۰، اعلام شد که نسخه کوپه نباید مورد تعمیر و بهبود قرار گیرد، در عوض آن با دی‌اس۴ جایگزین شد. سی۴ در مراسم سال ۲۰۰۵ خودروی سال اروپا، مقام دوم را کسب کرد. 

## نسل سوم (۲۰۲۰)

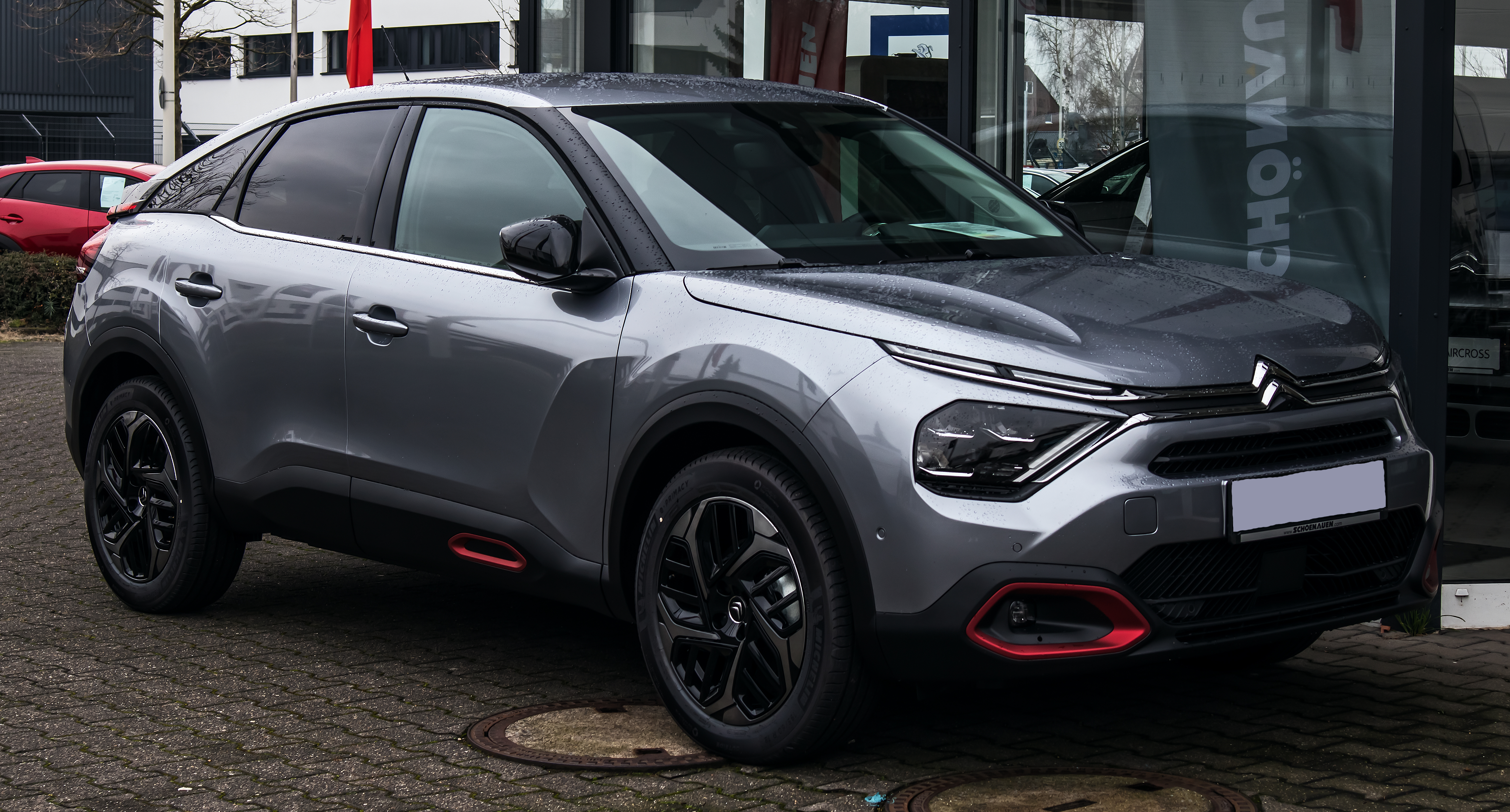
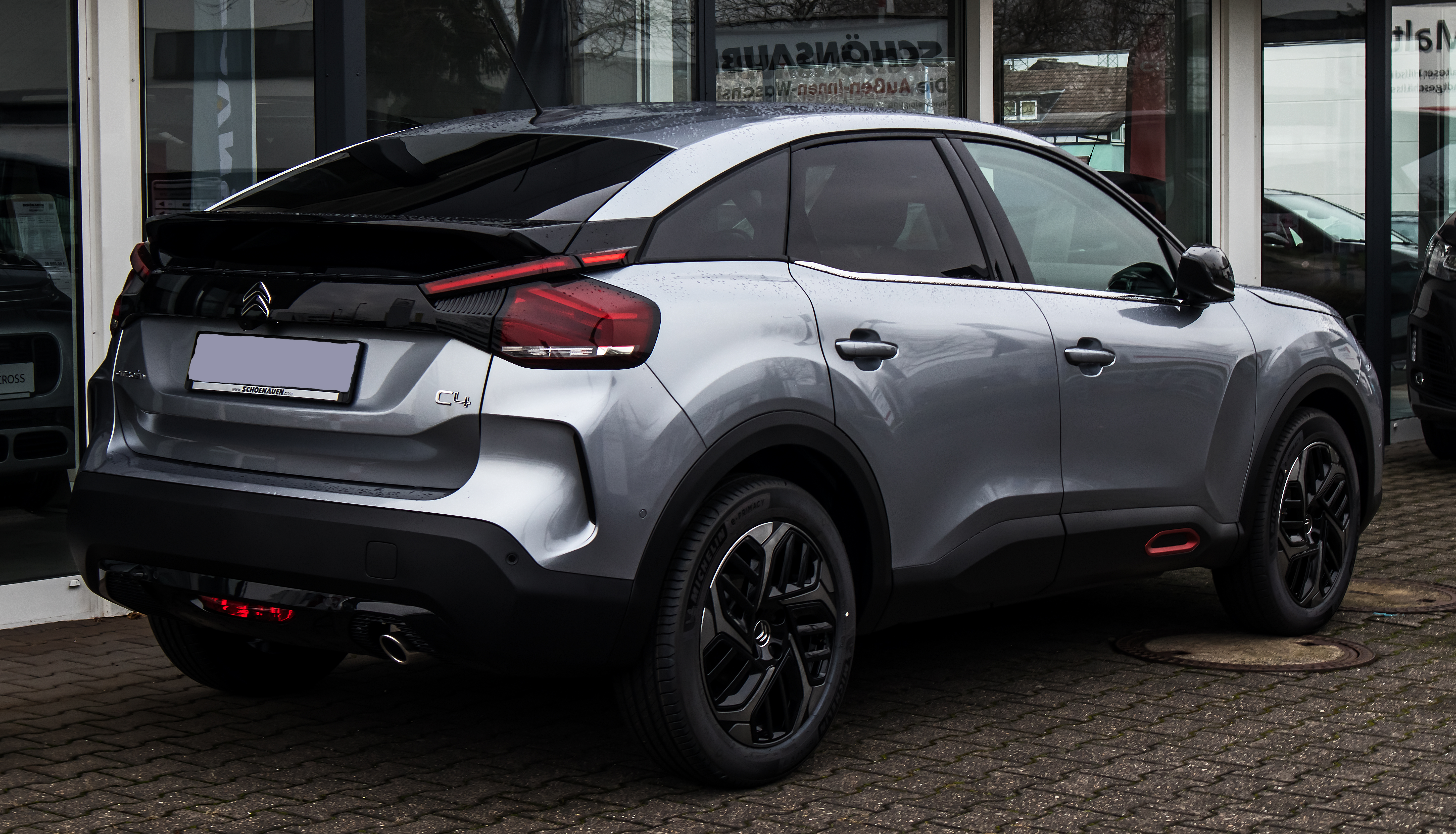
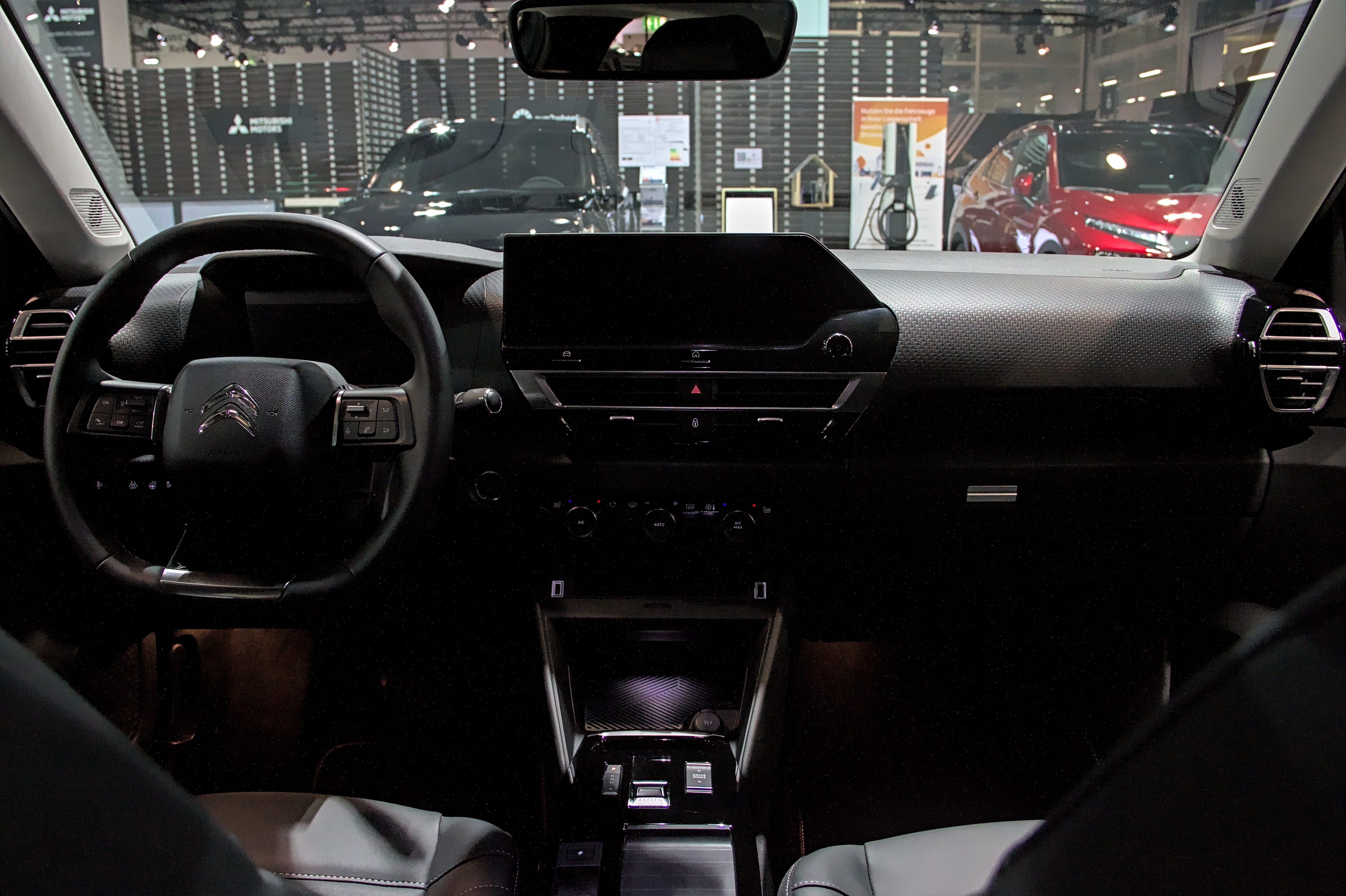